# Сукоб у Еквадору (2024)
Дана 9. јануара 2024. у Еквадору је избио оружани сукоб у којем је учествовала влада те земље против неколико организованих криминалних група, међу којима је и Лос Чонерос. 
Извештаји о оружаним нападима широм Гвајакила били су широко распрострањени, првенствено у затворима, на пијацама, на путевима и на универзитетима. Напади великих размера били су комбинација одговора на бекство вође Лос Чонероса у Гвајакилу и председника Данијела Нобое који је прогласио ванредно стање, а затим и објавио унутрашњи рат.

## Позадина
Од 2018. године, Еквадор се суочио са историјским таласом насиља јер је земља постала критична транзитна тачка кокаина, а организоване криминалне групе се такмиче за контролу путева дроге и затвора. Стотине затвореника убијено је у крвавим затворским тучама.
У 2019. избили су масовни нереди као одговор на мере штедње. Дана 10. октобра, главни град Кито су заузели демонстранти приморавајући председника Морена да премести владу у Гвајакил. Враћање субвенција за гориво окончало је ове сукобе.
Дана 7. јануара 2024. вођа Лос Чонероса Хосе Адолфо Масијас Виљамар побегао је из затвора у Гвајакилу на дан заказаног трансфера у затвор са максималном безбедношћу. Власти су о догађајима пријавиле следећег дана, а оптужнице су поднете против двојице затворских чувара.
После бекства председник Данијел Нобоа прогласио је ванредно стање које ће трајати 60 дана,  дајући властима овлашћење да суспендују људска права и дозвољавајући мобилизацију војске унутар затвора. Уследили су нереди у више затвора широм Еквадора. У ноћи 8. јануара, четворица полицајаца су киднапована у Киту и Кеведу. Према Вашингтон Посту, обавештајни аналитичари су рекли да су напади делимично покренути недавном истрагом о везама између трговаца дрогом, криминалних банди и политичких оператера. Операција позната као Метастазе заснована је на Нобоиној политичкој агенди. Више од двадесет еквадорских највиших безбедносних званичника и судија ухапшено је у децембру 2023. због криминалне активности у корист трговца дрогом.

## Сукоб
Наоружане групе у Еквадору су 9. јануара запретиле „ратом“, што је навело председника земље да прогласи стање унутрашњег оружаног сукоба и одобри војне операције против ових група. Истог дана, нападачи из Лос Чонероса  насилно су ушли у студио ТеЦе Телевизију у Гвајакилу, где су узели новинаре за таоце током емитовања вести уживо. Касније у току дана, еквадорска полиција је упала у ТВ студио, пустила новинаре и ухапсила чланове банде, пошто се појавио снимак на којем су они у пратњи полиције. Један новинар је повређен након што је погођен у ногу, док је други радник станице задобио слом руке.
У Киту у 15:00, званичници у председничкој палати и у другим државним институцијама су евакуисани ради безбедности. Све врсте предузећа су за тај дан затвориле своје комерцијалне активности. Експлозивна направа је касније пронађена и деактивирана у близини Кита. Такође је саопштено да је систем ограничења возила под називом пицо и плаца суспендован до даљњег.
Истовремено, друга група је узела полицајце за таоце, приморавајући их да прочитају поруку која карактерише догађаје као реакцију на Нобоино ванредно стање. Поред тога, инцидент са отмицом догодио се у округу Универзитета у Гвајакилу, где су се студенти забарикадирали у учионицама.
Банке, пијаце и продавнице су затворене широм земље у градовима као што су Кито, Гвајакил и Лос Ваљес да би се заштитили трговци и купци од оружаних напада.
Дана 11. јануара, две особе су погинуле, а деветоро је повређено у нападу у подметнутом пожару у ноћном клуб у Коки који је такође уништио 11 продавница.